# Lukša Andrić
Lukša Andrić (Dubrovnik, 29. siječnja 1985.) hrvatski je profesionalni košarkaš. Igra na poziciji centra, a trenutačno je član KK Dubrovnika nakon povratka iz igračke mirovine.

## Vanjske poveznice
- Profil na NLB.com
- Profil  Arhivirana inačica izvorne stranice od 5. rujna 2015. (Wayback Machine) na draftexpress.com